# Europarlamentari della Slovenia
Gli europarlamentari della Slovenia dal 2004, a seguito dell'adesione del Paese all'Unione europea, sono i seguenti.
I seggi spettanti al Paese erano 7 fino al 2009; quindi, a seguito dell'entrata in vigore del Trattato di Lisbona, gli sono stati assegnati 8 europarlamentari.

## Lista

### V legislatura (2004)
| Europarlamentare | Lista                                       | Gruppo | Gruppo                                                             |
| ---------------- | ------------------------------------------- | ------ | ------------------------------------------------------------------ |
| Ljubo Germič     | Democrazia Liberale di Slovenia             |        | Gruppo del Partito Europeo dei Liberali, Democratici e Riformatori |
| Roman Jakič      | Democrazia Liberale di Slovenia             |        | Gruppo del Partito Europeo dei Liberali, Democratici e Riformatori |
| Majda Širca      | Democrazia Liberale di Slovenia             |        | Gruppo del Partito Europeo dei Liberali, Democratici e Riformatori |
| Mihael Brejc     | Partito Democratico Sloveno                 |        | Gruppo del Partito Popolare Europeo - Democratici Europei          |
| Alojz Peterle    | Nuova Slovenia - Partito Popolare Cristiano |        | Gruppo del Partito Popolare Europeo - Democratici Europei          |
| Janez Podobnik   | Partito Popolare Sloveno                    |        | Gruppo del Partito Popolare Europeo - Democratici Europei          |
| Franc Horvat     | Socialdemocratici                           |        | Gruppo del Partito del Socialismo Europeo                          |

### VI legislatura (2004-2009)
Europarlamentari eletti in occasione delle elezioni europee del 2004.
| Europarlamentare     | Lista                                       | Gruppo | Gruppo                                                           |
| -------------------- | ------------------------------------------- | ------ | ---------------------------------------------------------------- |
| Ljudmila Novak       | Nuova Slovenia - Partito Popolare Cristiano |        | Gruppo del Partito Popolare Europeo - Democratici Europei        |
| Lojze Peterle        | Nuova Slovenia - Partito Popolare Cristiano |        | Gruppo del Partito Popolare Europeo - Democratici Europei        |
| Mihael Brejc         | Partito Democratico Sloveno                 |        | Gruppo del Partito Popolare Europeo - Democratici Europei        |
| Romana Jordan Cizelj | Partito Democratico Sloveno                 |        | Gruppo del Partito Popolare Europeo - Democratici Europei        |
| Mojca Drčar Murko    | Democrazia Liberale di Slovenia             |        | Gruppo dell'Alleanza dei Democratici e dei Liberali per l'Europa |
| Jelko Kacin          | Democrazia Liberale di Slovenia             |        | Gruppo dell'Alleanza dei Democratici e dei Liberali per l'Europa |
| Borut Pahor          | Socialdemocratici                           |        | Gruppo del Partito del Socialismo Europeo                        |

- In data 07.11.2008 a Borut Pahor subentra Aurelio Juri.

### VII legislatura (2009-2014)
Europarlamentari eletti in occasione delle elezioni europee del 2009.
| Europarlamentare     | Lista                                       | Gruppo | Gruppo                                                           |
| -------------------- | ------------------------------------------- | ------ | ---------------------------------------------------------------- |
| Romana Jordan Cizelj | Partito Democratico Sloveno                 |        | Gruppo del Partito Popolare Europeo                              |
| Lojze Peterle        | Nuova Slovenia - Partito Popolare Cristiano |        | Gruppo del Partito Popolare Europeo                              |
| Milan Zver           | Partito Democratico Sloveno                 |        | Gruppo del Partito Popolare Europeo                              |
| Tanja Fajon          | Socialdemocratici                           |        | Alleanza Progressista dei Socialisti e dei Democratici           |
| Zoran Thaler         | Socialdemocratici                           |        | Alleanza Progressista dei Socialisti e dei Democratici           |
| Jelko Kacin          | Democrazia Liberale di Slovenia             |        | Gruppo dell'Alleanza dei Democratici e dei Liberali per l'Europa |
| Ivo Vajgl            | Zares                                       |        | Gruppo dell'Alleanza dei Democratici e dei Liberali per l'Europa |

- In data 13.04.2011 a Zoran Thaler subentra Mojca Kleva Kekuš.
- In data 08.12.2011, per effetto dell'attribuzione al Paese di un seggio ulteriore, è proclamato eletto Zofija Mazej Kukovič.

### VIII legislatura (2014-2019)
Europarlamentari eletti in occasione delle elezioni europee del 2014.
| Europarlamentare | Lista                                             | Gruppo | Gruppo                                                           |
| ---------------- | ------------------------------------------------- | ------ | ---------------------------------------------------------------- |
| Patricija Šulin  | Partito Democratico Sloveno                       |        | Gruppo del Partito Popolare Europeo                              |
| Romana Tomc      | Partito Democratico Sloveno                       |        | Gruppo del Partito Popolare Europeo                              |
| Milan Zver       | Partito Democratico Sloveno                       |        | Gruppo del Partito Popolare Europeo                              |
| Franc Bogovič    | Partito Popolare Sloveno                          |        | Gruppo del Partito Popolare Europeo                              |
| Lojze Peterle    | Nuova Slovenia - Partito Popolare Cristiano       |        | Gruppo del Partito Popolare Europeo                              |
| Igor Šoltes      | Verjamem                                          |        | I Verdi/Alleanza Libera Europea                                  |
| Ivo Vajgl        | Partito Democratico dei Pensionati della Slovenia |        | Gruppo dell'Alleanza dei Democratici e dei Liberali per l'Europa |
| Tanja Fajon      | Socialdemocratici                                 |        | Alleanza Progressista dei Socialisti e dei Democratici           |

### IX legislatura (2019-2024)
Europarlamentari eletti in occasione delle elezioni europee del 2019.
| Europarlamentare | Lista                                       | Gruppo | Gruppo                                                 |
| ---------------- | ------------------------------------------- | ------ | ------------------------------------------------------ |
| Romana Tomc      | Partito Democratico Sloveno                 |        | Gruppo del Partito Popolare Europeo                    |
| Milan Zver       | Partito Democratico Sloveno                 |        | Gruppo del Partito Popolare Europeo                    |
| Franc Bogovič    | Partito Popolare Sloveno                    |        | Gruppo del Partito Popolare Europeo                    |
| Ljudmila Novak   | Nuova Slovenia - Partito Popolare Cristiano |        | Gruppo del Partito Popolare Europeo                    |
| Milan Brglez     | Socialdemocratici                           |        | Alleanza Progressista dei Socialisti e dei Democratici |
| Tanja Fajon      | Socialdemocratici                           |        | Alleanza Progressista dei Socialisti e dei Democratici |
| Klemen Grošelj   | Lista di Marjan Šarec                       |        | Renew Europe                                           |
| Irena Joveva     | Lista di Marjan Šarec                       |        | Renew Europe                                           |

### X legislatura (2024-in corso)
Europarlamentari eletti in occasione delle elezioni europee del 2024.
| Europarlamentare  | Lista                                  | Gruppo | Gruppo                                                 |
| ----------------- | -------------------------------------- | ------ | ------------------------------------------------------ |
| Branko Grims      | Partito Democratico Sloveno            |        | Gruppo del Partito Popolare Europeo                    |
| Zala Tomašič      | Partito Democratico Sloveno            |        | Gruppo del Partito Popolare Europeo                    |
| Romana Tomc       | Partito Democratico Sloveno            |        | Gruppo del Partito Popolare Europeo                    |
| Milan Zver        | Partito Democratico Sloveno            |        | Gruppo del Partito Popolare Europeo                    |
| Matej Tonin       | Nuova Slovenia - Democratici Cristiani |        | Gruppo del Partito Popolare Europeo                    |
| Irena Joveva      | Movimento Libertà                      |        | Renew Europe                                           |
| Marjan Šarec      | Movimento Libertà                      |        | Renew Europe                                           |
| Vladimir Prebilič | Primavera - Partito Verde              |        | I Verdi/Alleanza Libera Europea                        |
| Matjaž Nemec      | Socialdemocratici                      |        | Alleanza Progressista dei Socialisti e dei Democratici |